# Marisa Berenson
Marisa Berenson Vittoria Schiaparelli (ur. 15 lutego 1947 w Nowym Jorku) – amerykańska aktorka i modelka.

## Życiorys

### Wczesne lata
Urodziła się w Nowym Jorku jako starsza z dwóch córek hrabiny Marii Luisy Yvonne Radha de Wendt de Kerlor, znanej jako Gogo Schiaparelli, i Roberta Lawrence'a Berensona. Jej ojciec z pochodzenia litewski Żyd, był amerykańskim dyplomatą. Jego prawdziwe nazwisko to Valvrojenski. Wśród przodków jej matki były rody pochodzenia włoskiego, szwajcarskiego, francuskiego i egipskiego.
Jej babka ze strony matki Elsa Schiaparelli była projektantką mody, a jej dziadek, hrabia Wilhelm de Wendt de Kerlor, teozofem i medium.
Kolejnym sławnym przodkiem Marisy był Giovanni Schiaparelli, włoski astronom, odkrywca domniemanych kanałów na Marsie, Bernard Berenson (1865-1959) amerykański historyk sztuki oraz Senda Berenson (1868-1954) sportowiec i pedagog jedna z dwóch pierwszych kobiet wybranych do Women’s Basketball Hall of Fame.
11 września 2001 roku jej młodsza siostra, fotografka Berinthia “Berry” Berenson, wdowa po aktorze Anthonym Perkinsie, zginęła w pierwszym samolocie, który uderzył w World Trade Center.

### Kariera
We wczesnych latach 60. XX wieku rozpoczęła karierę modelki, szybko stając się gwiazdą. „Kiedyś byłam jedną z najlepiej opłacanych modelek na świecie”, przyznała w wywiadzie dla The New York Times. W lipcu 1970 pojawiła się na okładce magazynu „Vogue”, a 15 grudnia 1975 roku na okładce tygodnika „Time”. W czasie trwania kariery wielokrotnie pojawiła się w licznych artykułach w Vogue, jej siostra Berry jako fotograf również pracowała dla tego magazynu.
Znana była jako „Królowa sceny” za sprawą częstych występów w nocnych klubach i innych spotkaniach towarzyskich. Yves Saint Laurent nazwał ją „dziewczyną z lat siedemdziesiątych”.
Zagrała również w kilku znaczących produkcjach, w tym żonę Gustava von Aschenbacha w filmie Luchina Viscontiego Śmierć w Wenecji (1971), żydowską dziedziczkę Natalię Landauer w musicalu Kabaret (1972), za który otrzymała dwie nominacje do Złotego Globu, nominację BAFTA i nagrodę National Board of Review, wcieliła się też w postać Lady Lyndon w obrazie Stanleya Kubricka Barry Lyndon (1975). Była gościem trzeciego sezonu programu The Muppet Show (1978).
Grała w europejskich filmach i produkcjach telewizyjnych jak  miniserial ZDF Hemingway jako Paulina Pfeiffer ze Stacym Keachem, a także telewizji w Stanach Zjednoczonych, takich jak serial CBS McCall (The Equalizer, 1985), miniserial CBS Grzechy (Sins, 1986) z Joan Collins, serial ABC Who’s the Boss? (1986) czy serial CBS Napisała: Morderstwo (1992).
We włoskim melodramacie Jestem miłością (Io sono l'amore, 2009) z Tildą Swinton i Gabrielem Ferzettim pojawiła się jako Allegra Recchi.

### Życie prywatne
W latach 1967–70 była związana z francuskim fotografem i surferem Arnaudem de Rosnay, młodszym bratem biologa molekularnego, informatyka i pisarza Joëla de Rosnay, którego poznała podczas sesji dla magazynu „Vogue”. W latach 1970–73 była partnerką francuskiego dziedzica bankowego barona Davida René de Rothschilda, młodszego syna barona Guya de Rothschild. Spotykała się z austriackim aktorem Helmutem Bergerem (1973) i kierowcą wyścigowym Rikkym von Opelem (1975-76). 21 listopada 1976 w Beverly Hills poślubiła biznesmena i producenta nitów Jamesa Randalla, z którym ma córkę, Starlite Melody Randall (ur. 1977). W 1978 roku rozwiedli się. Romansowała także z piosenkarzem Bryanem Ferrym, dramaturgiem Samem Shepardem oraz aktorami – Terence’em Stampem, Kevinem Kline’em (1980) i Pedrem Aguinagą (1980). W latach 1982–1987 jej drugim mężem był adwokat Aaron Richard Golub.

## Wybrana filmografia

### filmy fabularne
- 1971: Śmierć w Wenecji (Morte a Venezia) jako Frau von Aschenbach
- 1972: Kabaret (Cabaret) jako Natalia Landauer
- 1973: Un modo di essere donna jako Sibilla Ferrandi
- 1975: Barry Lyndon jako Lady Lyndon
- 1977: Casanova i spółka (Casanova & Co.) jako żona Kalifa
- 1979: Zabójcza ryba (Killer Fish) jako Ann
- 1980: Tourist (TV) jako Marian
- 1980: Playing for Time (TV) jako Elzvieta
- 1981: S.O.B. jako Mavis
- 1984: La tête dans le sac jako Vera
- 1984: L'arbalète jako L'Arbalète
- 1984: Sekretny dziennik Zygmunta Freuda (The Secret Diary of Sigmund Freud) jako Emma Herrmann
- 1986: Rażące pożądanie (Flagrant désir) jako Jeanne Barnac
- 1987: Via Montenapoleone jako Francesca
- 1990: Biały myśliwy, czarne serce (White Hunter Black Heart) jako Kay Gibson, gwiazda filmowa
- 1990: Passez une bonne nuit (TV) jako Barbara Jenkins
- 1990: Night of the Cyclone jako Françoise
- 1992: Il giardino dei ciliegi jako Charlotte
- 1992: Notorious (TV) jako Katarina Sebastian
- 1993: Venti dal Sud jako Anne de Bois
- 1995: Le grand blanc de Lambaréné jako Helene Schweitzer
- 1997: Tonka jako Mme Pflaum
- 1997: Elles jako Chloé
- 1999: Retour à la vie jako Stéphanie
- 2000: The Photographer jako Julie Morris
- 2001: Lisa jako księżniczka Maruschka
- 2009: Jestem miłością (Io sono l'amore) jako Allegra Recchi
- 2010: Gigola jako Solange
- 2013: Riwiera dla dwojga (The Love Punch) jako Clothilde
- 2013: Opium jako Marquise Casati

### seriale/mniseriale TV
- 1967: Coronet Blue jako Mary Barclay
- 1978: The Muppet Show w roli samej siebie
- 1983: Uwodziciel (Bel ami) jako Clotilde de Marelle
- 1985: McCall (The Equalizer) jako Andrea Browne
- 1986: Grzechy (Sins) jako Luba Tcherina
- 1986: ABC Afterschool Specials jako Liz Childs
- 1986: Who’s the Boss? jako Genevieve Pescher
- 1987: Lo scialo jako Nina
- 1988: Hemingway jako Paulina Pfeiffer
- 1988: Guerra di spie jako Isabella De Ambrosis
- 1989: Oceano jako Muneca Chavez
- 1990: Blaues Blut jako Ann Ryder
- 1991: Hollywood Detective jako Dorothy Parker
- 1992: Napisała: Morderstwo jako Claudia Cameron
- 1995: Het verdriet van België jako Madame Laura
- 1996: Maigret jako Madame Crosby
- 2004: Commissaire Valence jako Mme Irène